# Marea Moschee din Diyarbakır
Marea Moschee din Diyarbakır este o moschee din orașul Diyarbakır, Turcia. Aceasta este una dintre cele mai importante moschei din această țară și este considerată a fi cea mai veche din Anatolia.

## Istorie și arhitectură
Prima moschee din Diyarbakır a fost construită în anul 639, imediat după ce arabii au ocupat orașul. De-a lungul anilor, locașul a fost deteriorat din cauza cutremurelor și incendiilor, devenind o ruină. Construcția actualei moschei a început în anul 1091 din ordinul sultanului selgiucid Malik Shah I. Ea a fost finalizată în anul 1092, fiind un amestec de arhitectură selgiucidă și arhitectură siriană omeiadă. Modelul după care a fost proiectat edificiul este Marea Moschee din Damasc. Construită din bazalt negru, moschea este considerată a fi cea mai veche de pe teritoriul Turciei.
Marea Moschee din Diyarbakır este formată dintr-un complex de clădiri aflat în jurul unei curți de 63 de metri lungime și 30 lățime. Arcada vestică a locașului constituie una dintre primele reprezentări ale arcului frânt în Anatolia. Portalul de la intrare este bogat decorat prezentând sculpturile a doi lei ce ucid doi tauri. De asemenea pe lângă minaretul impunător și fântâna de abluțiune, există numeroase clădiri aflate în cadrul moscheii precum: Medresa Zinciriye (construită în 1189), Medresa Mesudiye (1193) și Curtea Centrală Otomană (1849). Astfel, este dovedit faptul că edificiul găzduia una dintre cele mai vechi școli de învățământ islamic din Turcia. În prezent moschea este un dintre cele mai importante atracți ale acestui oraș și un celebru monument istoric.